# Конвой №7111
Конвой № 7111 — японський конвой часів Другої світової війни, проведення якого відбувалось у грудні 1943 року.
Вихідним пунктом конвою був атол Трук у центральній частині Каролінських островів, де до лютого 1944-го була головна база японського ВМФ у Океанії та транспортний хаб, що забезпечував постачання Рабаула (головна передова база в архіпелазі Бісмарка, з якої провадились операції на Соломонових островах та сході Нової Гвінеї) та східної Мікронезії. Пунктом призначення став інший важливий транспортний хаб Палау на заході Каролінських островів, через який, зокрема, міг відбуватись зв'язок із нафтовидобувними регіонами Індонезії.
До складу конвою увійшов лише один танкер «Ніппон-Мару» під охороною есмінця «Хаянамі».
Загін вийшов із бази 11 грудня 1943-го. На підходах до Труку та Палау традиційно діяли американські підводні човни, втім, цього разу перехід пройшов без інцидентів і 14 грудня конвой № 7111 успішно прибув на Палау.
Можливо також відзначити, що невдовзі «Ніппон-Мару» вирушить до нафтовидобувного регіону Борнео у складі конвою № 2516.